# Hyundai Pony
La Hyundai Pony è un'automobile prodotta dalla casa automobilistica sudcoreana Hyundai in due serie, la prima del 1975 e la seconda dal 1982, fino al 1988 (la produzione è però proseguita fino al 1990 in Corea del Sud). Dal 1985 al 1994 è stata in commercio una terza versione di vettura con il nome Pony su alcuni mercati, tra i quali l'Europa (era venduta invece come Hyundai Excel su altri); a parte il nome condivideva però poche particolarità con i modelli che l'hanno preceduta. Una delle modifiche più importanti riguardava infatti la configurazione di base: trazione posteriore per le prime versioni, trazione anteriore per le ultime.
Nel 1994 il nome Pony venne definitivamente pensionato e messo in vendita il nuovo modello, la Accent.

## Prima serie (1975-1982)

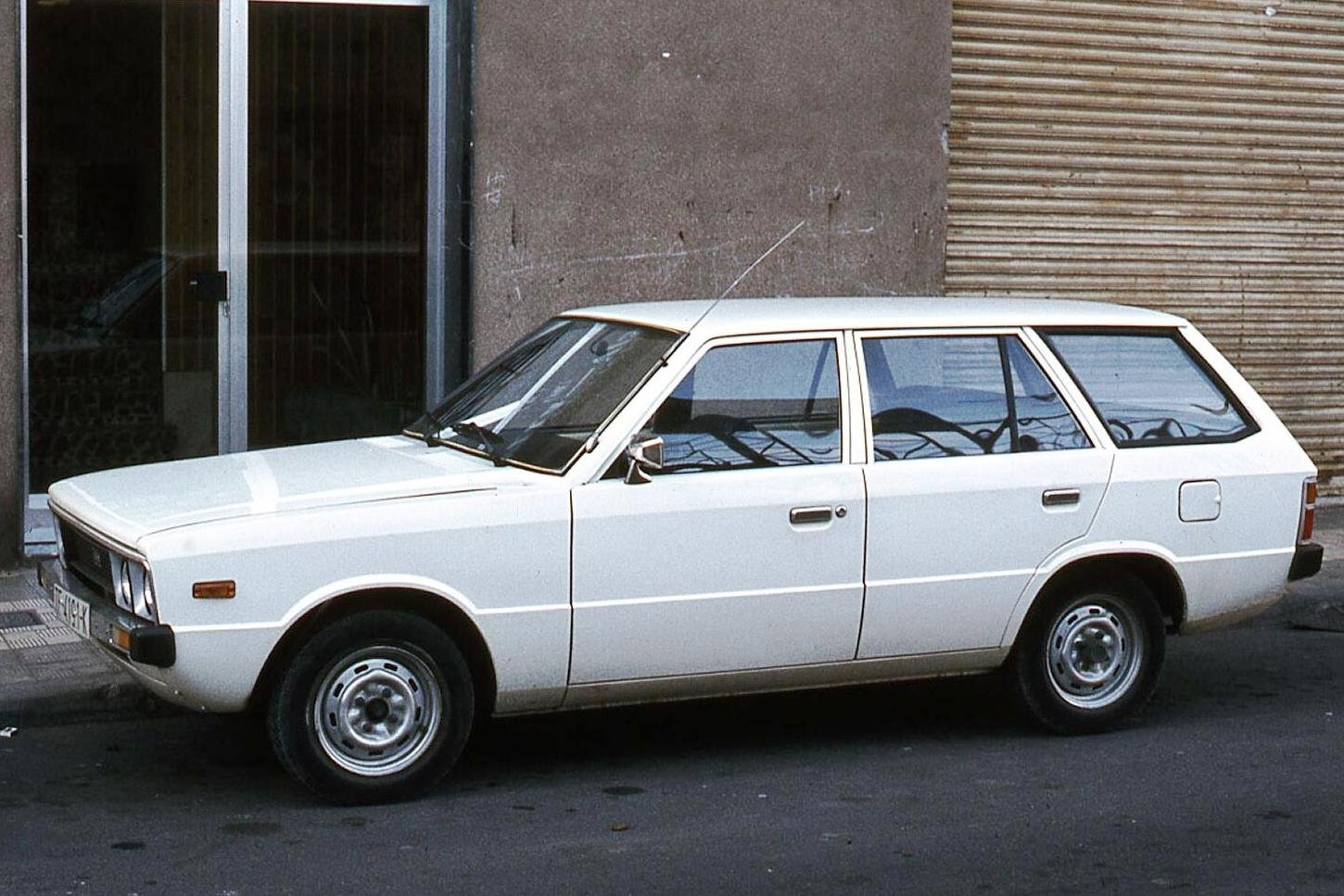
Una Hyundai Pony Station Wagon

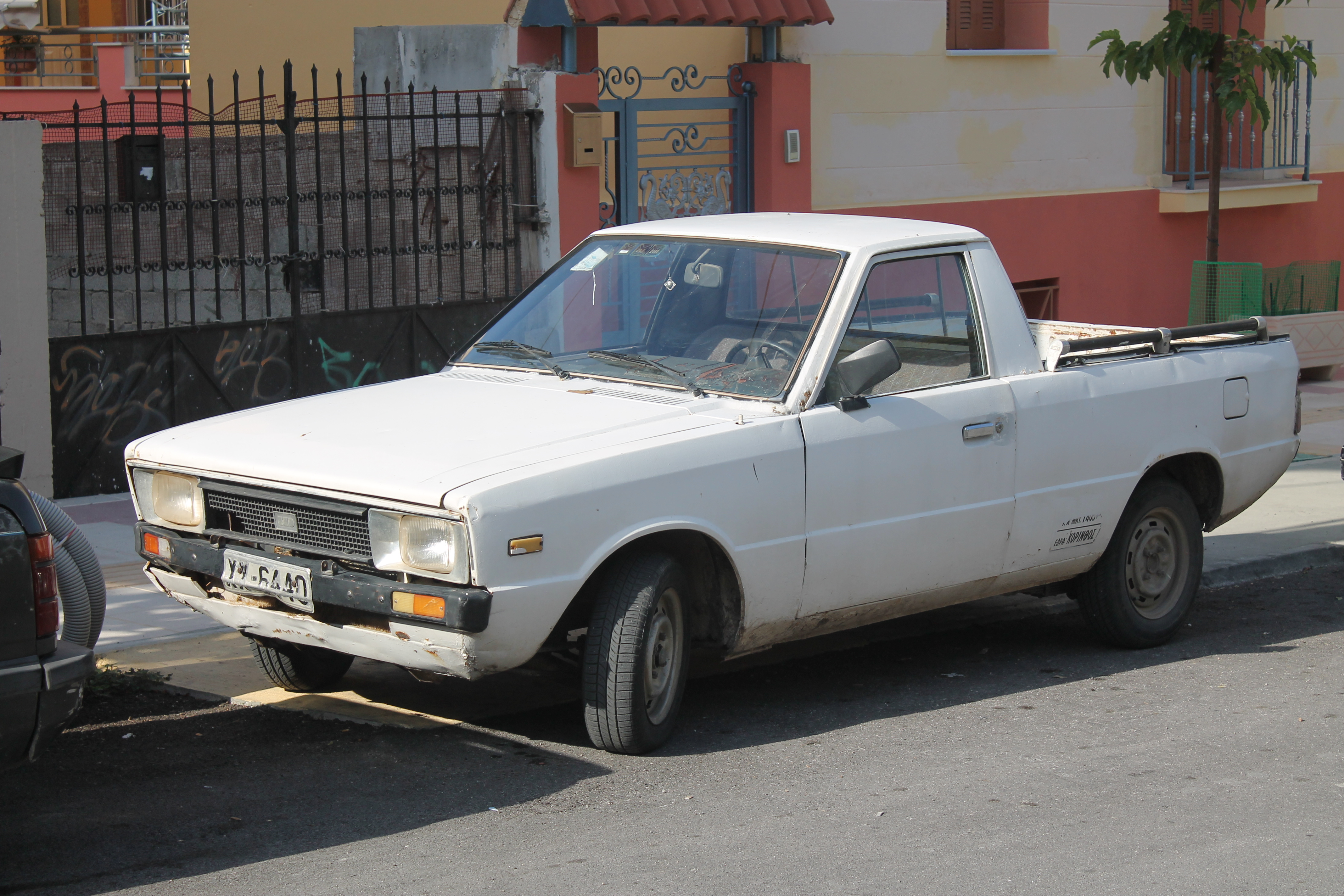
Una Hyundai Pony Pickup

La prima serie della Pony è stata presentata al Salone dell'automobile di Torino nell'ottobre del 1974, mentre è stata messa in commercio nel dicembre del 1975. Era una berlina tre volumi a quattro porte, introdotta in Colombia, in Ecuador e in Egitto nel 1976 e in Europa nel 1978, a partire dal Belgio e dai Paesi Bassi; più tardi arrivò in Grecia. Sul mercato italiano arrivò nell'ottobre 1981 in versione berlina, nel Regno Unito le vendite cominciarono all'inizio del 1982, mentre a fine aprile iniziò la vendita della versione coupé.
Nel maggio del 1976 venne presentata una versione pick-up, nell'aprile 1977 una versione station wagon mentre è del marzo 1980 la versione due volumi a tre porte.
Disegnata da Giorgetto Giugiaro, aveva un motore (di 1200 o 1400 cm³) di origine Mitsubishi, impiegato dalla Casa nipponica sulle Colt e Lancer.

## Seconda serie (1982-1990)

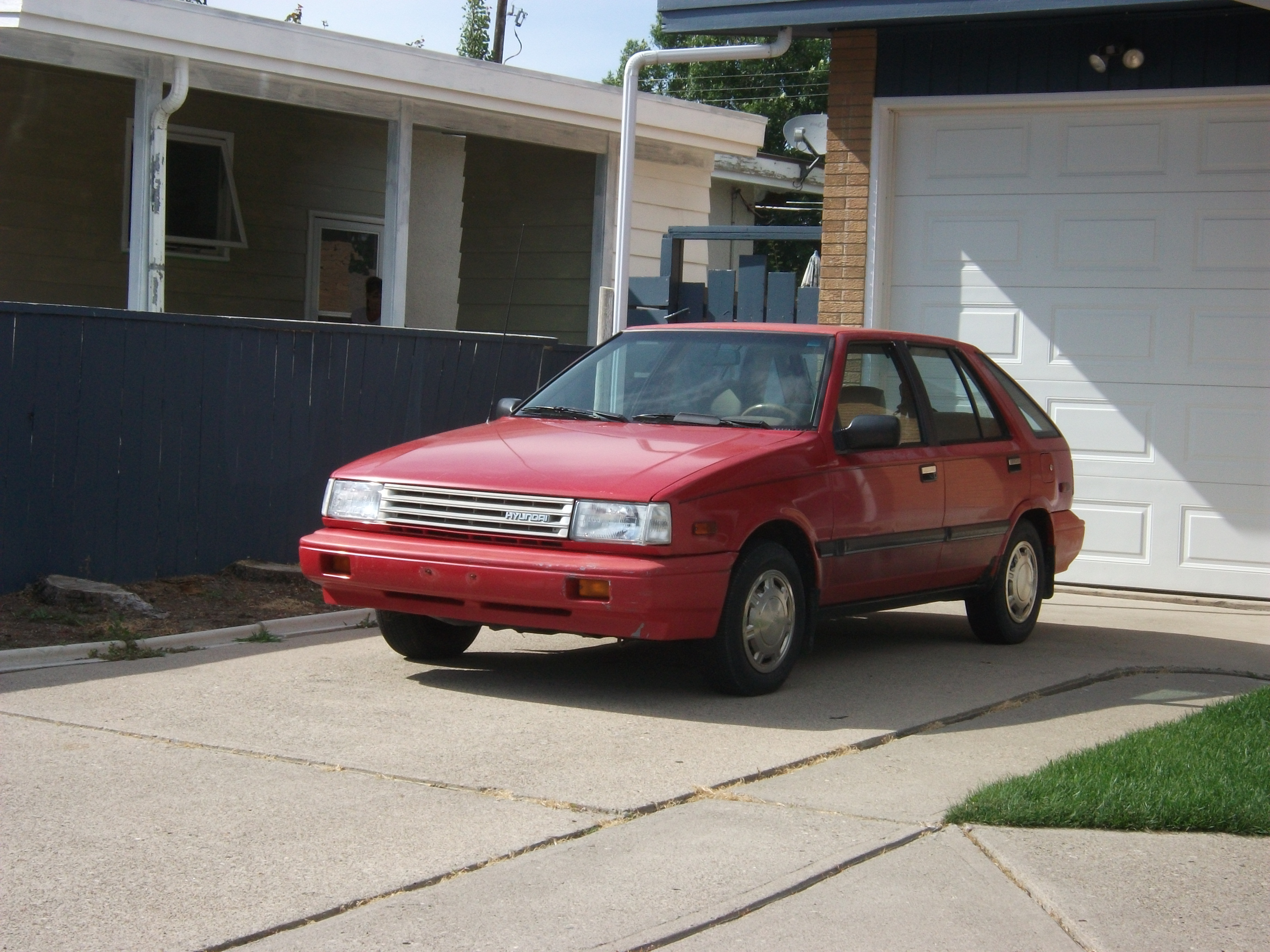
Una Hyundai Excel

Nel gennaio del 1982 fu presentata la seconda serie dell'auto, che si presentava come un aggiornamento stilistico, sempre curato da Giugiaro, della serie precedente: le modifiche principali furono concentrate nella parte posteriore, più arrotondata e ora dotata di portellone, mentre al frontale furono cambiati i fanali (due rettangolari anziché quattro tondi); cambiati anche i paraurti.
A partire dal 1983 l'auto fu commercializzata anche in Canada, dove però aveva un'impostazione stilistica differente dall'originale; l'auto non fu venduta negli Stati Uniti, poiché non rispettava gli standard delle emissioni.
Nel 1985, la casa presentò la Hyundai Excel, erede della Pony, che cominciò a uscire di produzione nel 1987 in Canada. Nel 1988 fu ritirata da tutti i mercati eccetto quello della Corea del Sud, dove rimase in vendita fino al 1990.

## Motori e allestimenti

### Prima serie
La prima generazione della Pony comprendeva la versione berlina nonché versioni coupé, station wagon e Pick-up.
- 1200:GLS/GL/Standard
- 1400:GLS/GL
- 1600:GLS/GL/Limited

### Seconda serie
- 1200:GLS/GL/Standard
- 1400:GLS/GL/CX
- 1600:GLS/CX